# Savannah Challenger
Il Savannah Challenger, noto in precedenza come Tail Savannah Challenger, è un torneo professionistico di tennis giocato sulla terra verde, che fa parte dell'ATP Challenger Tour. Si gioca annualmente al Franklin Creek Tennis Center di Savannah negli USA dal 2009.
Carsten Ball detiene il record per maggior numero di titoli vinti, due, nel doppio, al pari di Luis David Martínez.

## Albo d'oro

### Singolare
| Anno       | Campione            | Finalista          | Punteggio        |
| ---------- | ------------------- | ------------------ | ---------------- |
| 2025       | Nicolás Mejía       | Liam Draxl         | 2–6, 6–2, 7–6(3) |
| 2024       | Alexander Ritschard | Andrés Andrade     | 6–2, 6–4         |
| 2023       | Facundo Díaz Acosta | Tristan Boyer      | 6–3, 6–1         |
| 2022       | Jack Sock           | Christian Harrison | 6–4, 6–1         |
| 2021- 2020 | Non disputato       | Non disputato      | Non disputato    |
| 2019       | Federico Coria      | Paolo Lorenzi      | 6–3, 4–6, 6–2    |
| 2018       | Hugo Dellien        | Christian Harrison | 6–1, 1–6, 6–4    |
| 2017       | Tennys Sandgren     | João Pedro Sorgi   | 6–4, 6–3         |
| 2016       | Bjorn Fratangelo    | Jared Donaldson    | 6–1, 6–3         |
| 2015       | Chung Hyeon         | James McGee        | 6–3, 6–2         |
| 2014       | Nick Kyrgios        | Jack Sock          | 2–6, 7–6(4), 6–4 |
| 2013       | Ryan Harrison       | Facundo Argüello   | 6–2, 6–3         |
| 2012       | Brian Baker         | Augustin Gensse    | 6–4, 6–3         |
| 2011       | Wayne Odesnik       | Donald Young       | 6–4, 6–4         |
| 2010       | Kei Nishikori       | Ryan Sweeting      | 6–4, 6–0         |
| 2009       | Michael Russell     | Alex Kuznetsov     | 6–4, 7–6(6)      |

### Doppio
| Anno       | Campioni                                       | Finalisti                                 | Punteggio           |
| ---------- | ---------------------------------------------- | ----------------------------------------- | ------------------- |
| 2025       | Federico Agustín Gómez Luis David Martínez (2) | Mac Kiger Patrick Maloney                 | 3–6, 6–3, [10–5]    |
| 2024       | Christian Harrison Marcus Willis               | Simon Freund Johannes Ingildsen           | 6–3, 6–3            |
| 2023       | William Blumberg Luis David Martínez (1)       | Federico Agustín Gómez Nicolás Kicker     | 6–1, 6–4            |
| 2022       | Ruben Gonzales Treat Conrad Huey               | Wu Tung-lin Zhang Zhizhen                 | 7–6(3), 6–4         |
| 2021- 2020 | Non disputato                                  | Non disputato                             | Non disputato       |
| 2019       | Roberto Maytín Fernando Romboli                | Manuel Guinard Arthur Rinderknech         | 6(5)–7, 6–4, [11–9] |
| 2018       | Luke Bambridge Akira Santillan                 | Enrique López Pérez Jeevan Nedunchezhiyan | 6–2, 6–2            |
| 2017       | Peter Polansky Neal Skupski                    | Luke Bambridge Mitchell Krueger           | 4–6, 6–3, [10–1]    |
| 2016       | Brian Baker Ryan Harrison                      | Purav Raja Divij Sharan                   | 5–7, 7–6(4), [10–8] |
| 2015       | Guillermo Durán Horacio Zeballos               | Dennis Novikov Julio Peralta              | 6–4, 6–3            |
| 2014       | Ilija Bozoljac Michael Venus                   | Facundo Bagnis Alex Bogomolov Jr.         | 7–5, 6–2            |
| 2013       | Tejmuraz Gabašvili Denys Molčanov              | Michael Russell Tim Smyczek               | 6–2, 7–5            |
| 2012       | Carsten Ball (2) Bobby Reynolds                | Travis Parrott Simon Stadler              | 7–6(7), 6–4         |
| 2011       | Rik De Voest Izak van der Merwe                | Sekou Bangoura Jesse Witten               | 6–3, 6–3            |
| 2010       | Jamie Baker James Ward                         | Bobby Reynolds Fritz Wolmarans            | 6–3, 6–4            |
| 2009       | Carsten Ball (1) Travis Rettenmaier            | Harsh Mankad Kaes Van't Hof               | 7–6(4), 6–4         |